# Contracció de Lorentz
En relativitat especial la contracció de Lorentz, també anomenada contracció de Lorentz-Fitzgerald o contracció relativista és un efecte d'escurçament d'un objecte al llarg de la direcció del seu moviment per a un observador extern. Aquest concepte va ser proposat inicialment pel físic irlandès George Francis FitzGerald (1851 – 1901) l'any 1889 i va ser desenvolupat independentment pel físic neerlandès Hendrik Lorentz (1853 - 1928) com una manera d'explicar l'absència de resultats positius en l'experiment de Michelson-Morley preservant els postulats de la física clàssica. Posteriorment va ser deduït per Albert Einstein (1879 - 1955) en el context de la relativitat especial però, al contrari que en el cas da la física clàssica, considerant que la velocitat de la llum és constant i que l'efecte de la contracció és una conseqüència del moviment relatiu dels diferents observadors. És important insistir que això no significa que la longitud d'un objecte en moviment disminueix, un objecte que es mou no s'escurça, la teoria de la relativitat no afirma això.
La contracció de Lorentz ve descrita per la següent expressió:
{\displaystyle L_{1}=L_{0}{\sqrt {1-\left({\frac {v}{c}}\right)^{2}}},}
on L0 és la distància amidada per un observador estacionari i L1 és la distància amidada per un observador que es desplaça a una velocitat v sent c la velocitat de la llum en el buit.
La contracció de Lorentz també pot entendre's com l'efecte de dilatació temporal i com l'augment de la massa inercial d'un cos o partícula.

## Història
L'experiment de Michelson-Morley fou realitzat el 1887 pels físics Albert Abraham Michelson (1852 - 1931) i Edward Williams Morley (1838 – 1923) amb l'objectiu de detectar el moviment relatiu de la Terra a través de l'èter lumínic que se suposava omplia tot l'univers i que era el suport per a la propagació de les ones electromagnètiques i la radiació. El mètode emprat fou la mesura de la velocitat de la llum en la direcció del moviment de translació de la Terra i, al mateix temps, en una direcció perpendicular. La mesura es va fer mitjançant l'observació d'un patró d'interferències amb un interferòmetre, però malgrat la precisió de l'aparell, no es va detectar l'èter. Aquest resultat fou desconcertant i inquietant.
En un intent d'explicar els resultats sense abandonar la idea de l'èter, el 1889 Fitzgerald i el 1892 Lorentz, van proposar la hipòtesi que, degut a una interacció amb l'èter, tots els cossos es contreien en la direcció del seu moviment segons el factor (1 - v²/c²)1/2. Aquest efecte teòric fou conegut com a contracció de Lorentz.
El 1905, Albert Einstein va publicar l'article Zur Electrodynamik bewegter Körper (Sobre l'electrodinàmica de cossos en moviment), on va descartar l'èter i presentar una derivació de les transformacions de Lorentz de les coordenades i del temps sobre la base dels seus postulats de la relativitat i de la independència de la velocitat de la llum sobre la velocitat de l'emissor.
Transformacions de Lorentz